# Katie Roiphe
Katie Roiphe, född 13 juli 1968 i New York, är en amerikansk författare och journalist. Hon är mest känd för den facklitterära boken The Morning After: Fear, Sex and Feminism (1994). Hon har också författat Last Night in Paradise: Sex and Morals at the Century's End (1997) samt Uncommon Arrangements, en studie från 2007 om författare och äktenskap. Hennes roman Still She Haunts Me (2001) är en fiktiv iscensättning av relationen mellan Charles Dodgson (mer känd som Lewis Carroll) och Alice Liddell, den verkliga förebilden till Dodgsons Alice i Underlandet.

## Biografi

### Bakgrund och uppväxt
Roiphe växte upp i New York, som dotter till psykoanalytikern Herman Roiphe och den uppmärksammade feministen Anne Roiphe (född Roth). Hon studerade vid Brearley School (endast kvinnliga studenter), avlade 1990 en fil.kand.-examen vid Radcliffe College och 1995 en fil.dr.-examen i engelsk litteratur vid Princeton University.
2001 gifte Roiphe sig med advokaten Harry Chernoff, vid en judisk bröllopsceremoni i Amagansett i delstaten New York. Paret fick en dotter, Violet. De separerade 2005 (samma år som Roiphes far avled) och skilde sig senare.
Därefter har Roiphe fått sonen Leo, och hon har försvarat sin rätt att vara en ensamstående mor.

### The Morning After(1994)
I sin första bok, The Morning After, argumenterar Roiphe att kvinnor i många fall är ansvariga för sina handlingar i samband med en påstådd date rape. "En av frågorna som använts för att definiera våldtäkt har varit: 'Har du haft sexuellt umgänge när du inte ville eftersom en man gav dig alkohol eller narkotika?' Den formuleringen lyfter frågan om agens. Varför är inte kvinnliga collegestudenter ansvariga för sin egen konsumtion av alkohol eller narkotika? En man kanske ger henne en drog, men hon är själv ansvarig för valet att dricka eller konsumera drogen. Om en kvinna är drabbad av 'nedsatt omdömesförmåga' och därefter har sex, då är det inte alltid mannens fel; det är inte alltid våldtäkt."
I recensionen för The New York Times hyllade Christopher Lehmann-Haupt boken med orden: "Det är modigt av Ms. Roiphe att öppet ifrågasätta den flockmentalitet som livet på ett campus oftast uppmuntrar." Katha Pollitt var i The New Yorker mer negativ, och hon kallade verket "en vårdslös och oansvarig skapelse, med dåliga argument och full av felaktiga framställningar, slarvig forskning och skvaller." Pollitts recension kritiserades i sin tur av Christina Hoff Sommers i hennes Who Stole Feminism? (1994). The Morning After emottog positiv kritik från Camille Paglia, som kallade den för "en vältalig, tänkvärd och väl argumentande bok som blivit nedsablad från kust till kust av ytliga och oärliga feministiska bokrecensenter.

### Kulturkritik och roman
Roiphes andra bok var 1997 års Last Night in Paradise: Sex and Morals at the Century's End. Hon började också leverera recensioner och essäer till Vogue, Harper's Magazine, Slate, The Washington Post och The New York Times. På senare år har hon bland annat fått se en av sina essäer bli publicerad i antologin Thirty Ways of Looking at Hillary: Reflections by Women Writers (2008). I essän, betitlad "Elect Sister Frigidaire", skriver Roiphe att Hillary Clinton "på många sätt var den feministiska drömmen förkroppsligad, en möjlighet som blivit kött och blod, av de ord som vi viskar till små flickor: 'Du kan bli president. Du kan bli vad du än vill.'" I recensionen av boken för The New York Times noterade Michiko Kakutani att några av Roiphes ord stod i stark kontrast emot vad Kakutani betecknade som en rad av "antifeministiska" texter i verket.
Hennes roman baserad på Lewis Carrolls liv och hans relation med den verkliga Alice Liddell, Still She Haunts Me, kom ut 2001. Boken utgår från det man vet om den tillbakadragne akademikern och amatörfotografen Carroll och hans relation till den unga Liddell, och den extrapolerar vidare omkring möjliga händelser runt familjen Liddell.
2007 publicerade Roiphe Uncommon Arrangements: Seven Portraits of Married Life in London Literary Circles 1910-1939. I branschtidskriften Booklist gav Donna Seamon boken en mycket positiv recension, där hon uttryckte att "Roiphe, estetiskt och filosofiskt inspirerad av dessa sociala och konstnärliga pionjärers liv och skrivande, bjuder oss på en sofistikerat psykologisk, sexuell och social analys, något som är ovanligt i personporträtt av ovanliga kvinnor och män." I The New York Times kallade redaktören och kritikern Tina Brown den för "den perfekta boken vid nattduksbordet, i en tid som våran när allt är känt och inget är förstått." I The New York Observer erkände Alexandra Jacobs att "Katie-hatare får en svår stund, för boken är verkligen en läsupplevelse. Författaren har, för en gångs skull, gjort något konstruktivt med sitt förakt för samtidens liljeklädda kvinnliga psyke…" Roiphe besvarade några av sina kritiker genom en essä i Slate.
2012 kom essäsamlingen In Praise of Messy Lives. I The New York Times rosade kritikern Dwight Garner boken, genom orden "Jag har börjat rekommendera den för folk, inte minst för hugade författartalanger. Och jag brukar förklara att Ms. Roiphe är som du vill att dina essäer ska tona fram: som lätta och litterära, inte helt olika Orwells, med ett skrämmande förhållande mellan hastighet och vridmoment… Bland Ms. Roiphes utförsgåvor finns korthet. Hon dröjer sig kvar tillräckligt länge för att få fram sin poäng, men inte längre. Om jag kunde koka ner min åsikt om hennes bok på en T-tröja, kunde det se ut som 'Team Roiphe'".

### Kontrovers 2018
I januari 2018 spred Twitter-användare ryktet att Roiphe planerade att namnge skaparen av den anonyma "Shitty Media Men"-listan, ett privat sammanställt kalkylark som senare offentliggjordes. Skaparen, Moira Donegan, outade därefter sig själv i en essä för magasinet The Cut.

### Academisk verksamhet
Roiphe är professor vid New York University och dess Arthur L. Carter Journalism Institute, liksom chef för dess program för kulturreportage och kritik.